# Itelmeni

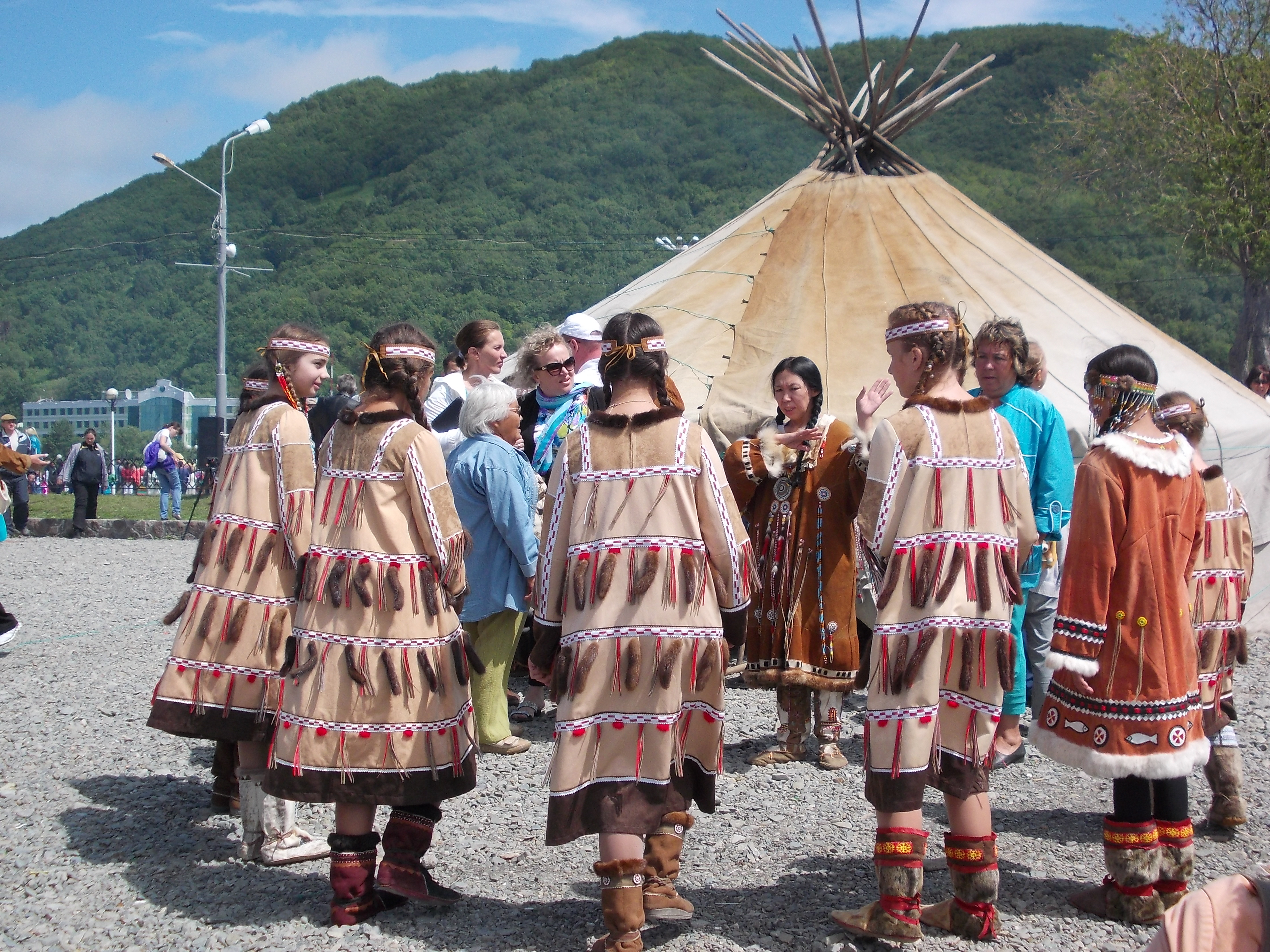
Danza italmena (2013)

Gli itelmeni, conosciuti anche come kamchadal o camciadali (auto-designazione: itenme'n-itelmen, letteralmente: "un abitante della terra bagnata, un essere umano"), sono un gruppo etnico originario della penisola della Kamčatka, in Russia.
La lingua itelmena è legata alla lingua ciukcia alla lingua coriacca e forma con queste la famiglia delle lingue ciukotko-kamciatke. La grande maggioranza degli itelmeni, però, parla il russo. A. P. Volodin ha pubblicato una grammatica della lingua itelmena.
Il gruppo degli itelmeni vive quasi unicamente di caccia e di pesca. Prima della decimazione, avvenuta ad opera dei cosacchi nel XVIII secolo, vi erano più di 50.000 Itelmeni nella regione della Kamčatka. Nel XIX secolo fiorirono le unioni tra itelmeni e cosacchi, cosicché oggi la maggior parte della comunità itelmena risulta avere origine miste. Nel 1993 furono censiti poche centinaia di persone parlavano l'itelmeno mentre nel censimento del 1989 circa 2.400 persone. Nel 2002 il numero è cresciuto fino a 3.180 unità.

## Curiosità
Argomentando sulle correlazioni tra etica, costumi e tradizioni e sul  principio primo della civiltà   Nietzsche riporta un esempio di curiosi costumi dei Camciadali: «Presso i popoli primitivi esiste un genere di costumi, la cui meta pare essere il costume in generale: minuziose e in fondo superflue prescrizioni (come per esempio quelle osservate tra i Camciadali, di non raschiare mai col coltello la neve dalle scarpe, di non infilzare mai un carbone con il coltello, di non mettere mai un ferro sul fuoco - e la morte colpirà chi contravviene a queste prescrizioni!), che però mantengono continuamente nella coscienza la persistente vicinanza del costume, l'ininterrotta costrizione a praticarlo; e questo per rafforzare il grande principio con cui ha inizio la civiltà: qualsiasi costume è migliore di nessun costume».